# بهرمان
بهرمان (بالفارسية: بهرمان) هي مدينة تقع في إيران في Nuq District. يقدر عدد سكانها بـ 4,405 نسمة .